# Матіола довгопелюсткова
Матіола довгопелюсткова, левкоя довгопелюсткова, левкой довгопелюстковий (Matthiola longipetala) — вид рослин з родини капустяних (Brassicaceae); поширений у Греції, Північній Африці, західній Азії.

## Опис
Однорічна сіра рослина 20–30 см. Пелюстки знизу брудно-жовті, зверху лілові, 1.5–2.5 см завдовжки, з дуже сильним запахом вночі, на сонце закриваються. Рильця біля основи з 2 гострими ріжками, довжина яких в 4–5 разів більша від ширини. 2n = 14.

## Поширення
Поширений у Греції, Північній Африці, західній Азії; натуралізований у Канаді, США, південно-східній Європі.
В Україні вид зростає у садах, квітниках, іноді дичавіє — на всій території.

## Використання
Декоративна рослина.